# Erling Bengtsson
Stig Erling Börje Bengtsson, född 17 juni 1941 i Falkenbergs församling, död 30 november 2011 i Solna församling, var en svensk friidrottare (mångkamp). Han vann SM-guld i stående höjd 1964 och i tiokamp år 1965. Han tävlade för Solna IF.
Erling Bengtsson är gravsatt i minneslunden på Solna kyrkogård.

## Personliga rekord
Tiokamp: 6569 p (11 juli 1965), serie: 11,5 676 1284 170 50,9m 16,7m 3792 380 5512 4:43,1